# Waskönig + Walter
Die Waskönig + Walter Kabel-Werk GmbH u. Co. KG ist ein Familienunternehmen der Elektroindustrie in der fünften Generation mit Sitz in Ramsloh im Saterland. Das Unternehmen produziert elektrische Leitungen.
2023 nahm das Unternehmen im Ranking der 100 größten niedersächsischen Unternehmen der Nord/LB Platz 67 ein.

## Geschichte
Das Unternehmen wurde 1873 von Textilmeister Johann Peter Waskönig in Elberfeld (heute Wuppertal) mit zwei Mitarbeitern gegründet. Es wurden zunächst Hutdrähte und Blumendrähte gefertigt. Aufgrund des Mitarbeiter- und Produktionswachstums zog das Unternehmen 1898 innerhalb von Elberfeld um. Kurz danach stieg Peter Waskönig, der erstgeborene Sohn des Firmengründers, in das Unternehmen ein. Als Reaktion auf die sinkende Nachfrage nach Hut- und Blumendrähten wurde 1918 die Produktion umgestellt auf Dynamodrähte.
Mit Eugen Waskönig, Sohn von Peter Waskönig, trat 1935 die dritte Generation ins Unternehmen ein. Friedrich Walter wurde 1937 zu seinem gleichberechtigten Partner, woraus der Firmenname Waskönig + Walter entstand. Der Wechsel zur vierten Generation fand 1955 mit dem Eintritt von Peter Waskönig ins Unternehmen statt. 1958 übernahm Waskönig + Walter die Firma Adler-Kabel aus Berlin. Aufgrund von Platzgründen wechselte das Unternehmen 1971 seinen Standort von Wuppertal nach Ramsloh. Zuvor war 1964 dort bereits ein Konfektionswerk gebaut worden. Seit 1978 firmiert das Unternehmen als Waskönig + Walter Kabel-Werk GmbH u. Co. KG.
Ein weiterer Generationenwechsel fand 1991 statt, als Peter Waskönig das Unternehmen an seine Söhne Jörg und Michael Waskönig übergab. 2007 wurde die Logistikhalle durch Brandstiftung komplett zerstört. Der Bereich wurde wieder aufgebaut und 2009, zusammen mit einem vollautomatischen Hochregallager, eingeweiht.
Zur Feier des 150-jährigen Bestehens im Jahr 2023 verkündete Waskönig + Walter den baldigen Einstieg von Theo Waskönig ins Unternehmen.

## Meilensteine nach dem Umzug nach Ramsloh
- 1976 Beginn mit der Produktion vernetzter PE-Kabel (VPE-Kabel) bis 1 kV[9]
- 1991 Erweiterung der Produktionshalle von 20.000 m² auf 48.000 m²[9]
- 2002 Beginn mit der Produktion von Mittelspannungsadern[9][1]
- 2009 Bau eines Hochspannungskabelwerks[9][1]
- 2025 Erweiterung der Produktionshalle für 1-kV-Kabel[2]

## Produkte
Das Unternehmen produziert verschiedene Kabel- und Leitungsprodukte. Darunter
- Aderleitungen
- Installationsleitungen
- Halogenfreie Installationsleitungen
- Stegleitung
- Installationskabel
- Starkstromkabel
- Halogenfreie Starkstromkabel
- Mittelspannungskabel
- Hochspannungskabel